# Platycerium hillii
Platycerium hillii är en stensöteväxtart som beskrevs av Moore. Platycerium hillii ingår i släktet Platycerium och familjen Polypodiaceae. Inga underarter finns listade.

## Bildgalleri

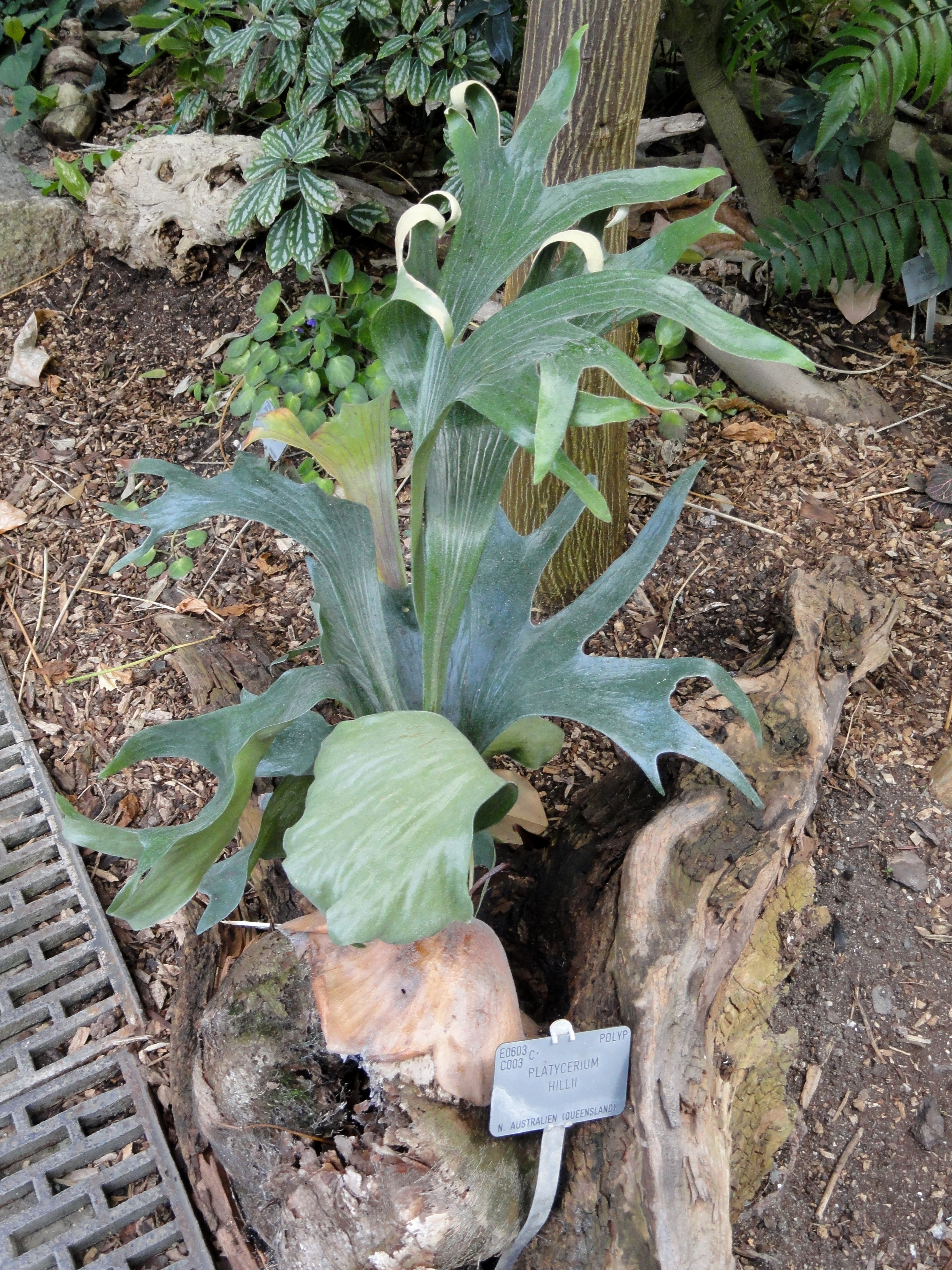
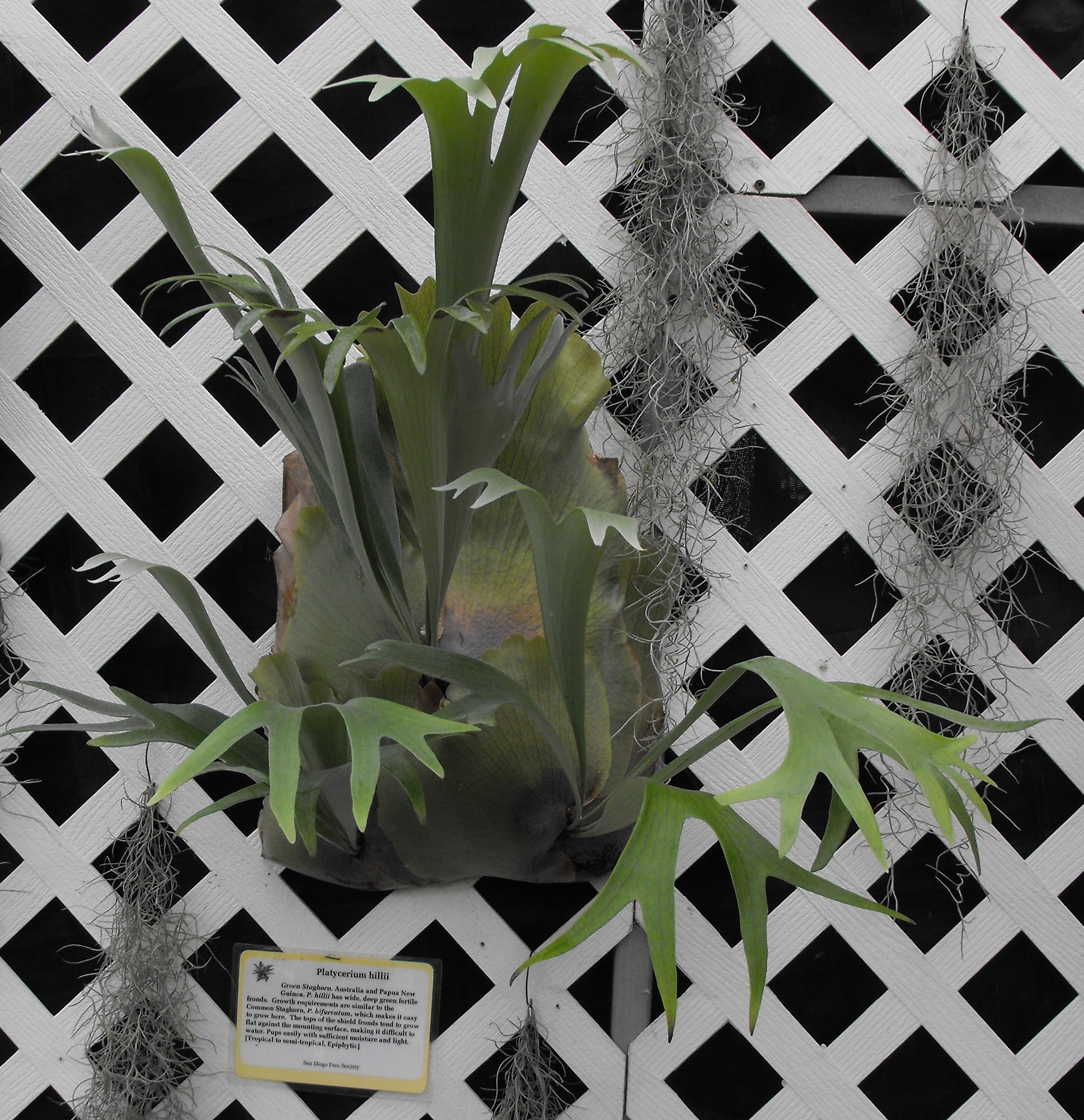
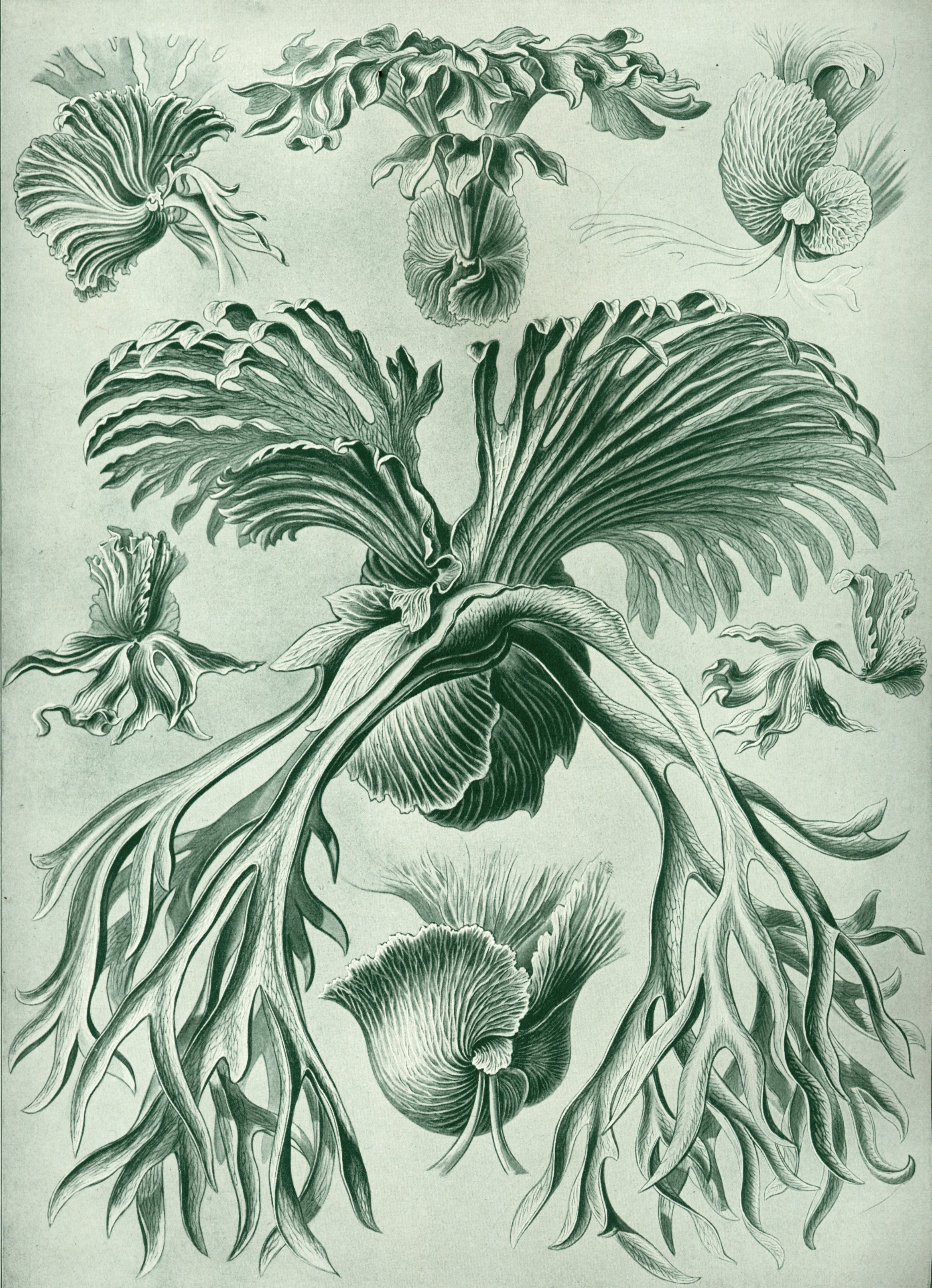